# Vestenbergsgreuth
Vestenbergsgreuth ist ein Markt im mittelfränkischen Landkreis Erlangen-Höchstadt in Bayern und Mitglied der Verwaltungsgemeinschaft Höchstadt an der Aisch.

## Geografie

### Geografische Lage
Der Markt liegt in der Industrieregion Mittelfranken. An einem Waldrand 600 Meter westlich des Gemeindeteils Ochsenschenkel befindet sich ein Punkt, der als der Mittelpunkt Frankens (bei 49,7173° N, 10,6349° O) bezeichnet wird. Es ist eine Stelle, die von allen Grenzen Frankens durchschnittlich am kürzesten entfernt ist.

### Gemeindegliederung
Die Gemeinde hat 14 Gemeindeteile (in Klammern ist der Siedlungstyp angegeben):
- Burgweisach (Dorf)
- Dietersdorf (Weiler)
- Dutendorf (Dorf)
- Frickenhöchstadt (Dorf)
- Frimmersdorf (Dorf)
- Hermersdorf (Dorf)
- Kienfeld (Dorf)
- Kleinweisach (Pfarrdorf)
- Oberwinterbach (Dorf)[7]
- Ochsenschenkel (Weiler)
- Pretzdorf (Weiler mit Kirche)
- Unterwinterbach (Dorf)
- Vestenbergsgreuth (Hauptort)
- Weickersdorf (Weiler)

Es gibt die Gemarkungen Dutendorf, Frickenhöchstadt, Frimmersdorf, Kleinweisach und Vestenbergsgreuth. Die Gemarkung Vestenbergsgreuth hat eine Fläche von 3,387 km². Sie ist in 607 Flurstücke aufgeteilt, die eine durchschnittliche Flurstücksfläche von 5580,28 m² haben. In ihr liegt neben dem namensgebenden Ort der Gemeindeteil Hermersdorf.

### Nachbargemeinden
Nachbargemeinden sind (im Norden beginnend im Uhrzeigersinn):
Schlüsselfeld, Wachenroth, Lonnerstadt, Uehlfeld, Münchsteinach, Markt Taschendorf, Burghaslach

## Geschichte
Der Ort wurde 1217 als „Rvte“ erstmals urkundlich erwähnt. Dem Ortsnamen liegt das mittelhochdeutsche Wort riute (=Rodung) zugrunde und verweist auf Landgewinnung durch Rodung. Erst 1469/70 ist die Form „Vestenbergers gereut“ bezeugt. Das Bestimmungswort dient zur besseren Unterscheidung der zahlreichen Orte, die Reuth heißen, und verweist auf die dort begüterten Herren von Vestenberg.
Das Rittergut Vestenbergsgreuth und der Ort waren bis 1687 im Besitz der Herren von Vestenberg. Als der Ort 1756 an Christoph Siegmund von Holzschuher kam, erlebte er einen wirtschaftlichen und kulturellen Aufschwung. Die Familie Holzschuher von Harrlach hatte die Hohe und Niedere Gerichtsbarkeit inne. Die Familien gehörten zum Ritterkanton Steigerwald des Fränkischen Ritterkreises.
Mit der Rheinbundakte 1806 kam der Ort an das Königreich Bayern. Im Rahmen des Gemeindeedikts wurde 1808 der Ort zunächst dem Steuerdistrikt Breitenlohe zugeordnet, 1810 schließlich dem Steuerdistrikt Dutendorf. 1818 entstand die Ruralgemeinde Vestenbergsgreuth, zu der Hermersdorf gehörte. Sie war in Verwaltung und Gerichtsbarkeit dem Landgericht Höchstadt zugeordnet und in der Finanzverwaltung dem Rentamt Höchstadt. In der freiwilligen Gerichtsbarkeit und der Ortspolizei unterstand der ganze Ort dem Patrimonialgericht Vestenbergsgreuth. Ab 1862 gehörte Vestenbergsgreuth zum Bezirksamt Höchstadt an der Aisch (1939 in Landkreis Höchstadt an der Aisch umbenannt) und weiterhin zum Rentamt Höchstadt (1919 in Finanzamt Höchstadt umbenannt, 1929–1972: Finanzamt Forchheim, seit 1972: Finanzamt Erlangen). Die Gerichtsbarkeit blieb beim Landgericht Höchstadt (1879 in das Amtsgericht Höchstadt an der Aisch umgewandelt), von 1959 bis 1973 war das Amtsgericht Forchheim zuständig, seitdem ist es das Amtsgericht Erlangen. Die Gemeinde hatte 1961 eine Gebietsfläche von 3,310 km².

### Eingemeindungen
Im Zuge der Gebietsreform in Bayern wurde am 1. Januar 1974 Frimmersdorf eingemeindet. Am 1. Mai 1978 kam die Gemeinde Weisachgrund hinzu, die am 1. Januar 1972 durch den Zusammenschluss der Gemeinden Dutendorf, Frickenhöchstadt und Kleinweisach entstanden ist.

### Einwohnerentwicklung
Gemeinde Vestenbergsgreuth
| Jahr      | 1819   | 1840   | 1852   | 1861   | 1867   | 1871   | 1875   | 1880   | 1885   | 1890   | 1895   | 1900   | 1905   | 1910   | 1919   | 1925   | 1933   | 1939   | 1946   | 1950   | 1961   | 1970   | 1987   | 2008   | 2013   | 2017   |
| Einwohner | 378    | 477    | 398    | 414    | 427    | 441    | 417    | 429    | 408    | 373    | 374    | 385    | 412    | 384    | 368    | 338    | 357    | 356    | 563    | 472    | 346    | 352    | 1132   | 1574   | 1500   | 1515   |
| Häuser    |        |        |        |        |        | 77     |        |        | 75     | 76     |        | 78     |        |        |        | 79     |        |        |        | 74     | 80     |        | 323    |        |        | 514    |
| Quelle    | [ 17 ] | [ 18 ] | [ 18 ] | [ 19 ] | [ 20 ] | [ 21 ] | [ 22 ] | [ 23 ] | [ 24 ] | [ 25 ] | [ 18 ] | [ 26 ] | [ 18 ] | [ 27 ] | [ 18 ] | [ 28 ] | [ 18 ] | [ 18 ] | [ 18 ] | [ 29 ] | [ 13 ] | [ 30 ] | [ 31 ] | [ 32 ] | [ 32 ] | [ 32 ] |

Ort Vestenbergsgreuth
| Jahr      | 001819 | 001861 | 001871 | 001885 | 001900 | 001925 | 001950 | 001961 | 001970 | 001987 | 002021 |
| Einwohner | 325    | 340    | 364    | 345    | 307    | 275    | 398    | 289    | 293    | 298    | 506    |
| Häuser    |        |        |        | 63     | 64     | 58     | 62     | 66     |        | 95     |        |
| Quelle    | [ 17 ] | [ 19 ] | [ 21 ] | [ 24 ] | [ 26 ] | [ 28 ] | [ 29 ] | [ 13 ] | [ 30 ] | [ 31 ] | [ 33 ] |

## Politik

### Bürgermeister
Erster Bürgermeister ist Bernd Müller (Bürgerliste). Er ist seit 1. Juli 2023 im Amt. Ab 2010 war Helmut Lottes (CSU) erster Bürgermeister. Im Dezember 2022 kündigte er seinen Rücktritt zum 1. Juli 2023 an. Vorgänger war Rudolf Müller (CSU).

### Marktgemeinderat
Die vergangenen Kommunalwahlen führten zu folgenden Sitzverteilungen im Marktgemeinderat:
|      | CSU/Unabh. Bürger | SPD | Bürgerblock Frimmersdorf | WG Oberer Weisachgrund | Freie Wähler | Unabhängige Bürger | Gesamt   |
| 2020 | 3                 | 1   | 4                        | 4                      | n. a.        | n. a.              | 12 Sitze |
| 2014 | 5                 | 1   | 4                        | 2                      | n. a.        | n. a.              | 12 Sitze |
| 2008 | 3 *               | 1   | 3                        | 2                      | n. a.        | 3                  | 12 Sitze |
| 2002 | n. a. *           | 1   | 3                        | 2                      | 6            | n. a.              | 12 Sitze |

### Wappen
| Wappen von Vestenbergsgreuth | Blasonierung: „Geteilt von Grün und Gold; oben ein silberner Balken, unten ein rot gefütterter schwarzer Holzschuh.“ |
| Wappen von Vestenbergsgreuth | Wappenbegründung: Das Rittergut Vestenbergsgreuth und der umliegende Ort waren bis 1687 im Besitz der Herren von Vestenberg. Daran erinnert das Familienwappen mit dem silbernen Balken im grünen Feld. 1756 kam der Ort an die Nürnberger Patrizier Holzschuher. Der für den Familiennamen redende Holzschuh stammt aus dem Familienwappen. Die Gemeinde führt seit 1970 dieses Wappen. |

### Partnergemeinde
- Nowe Miasto nad Wartą, Polen

## Kultur und Sehenswürdigkeiten

### Baudenkmäler

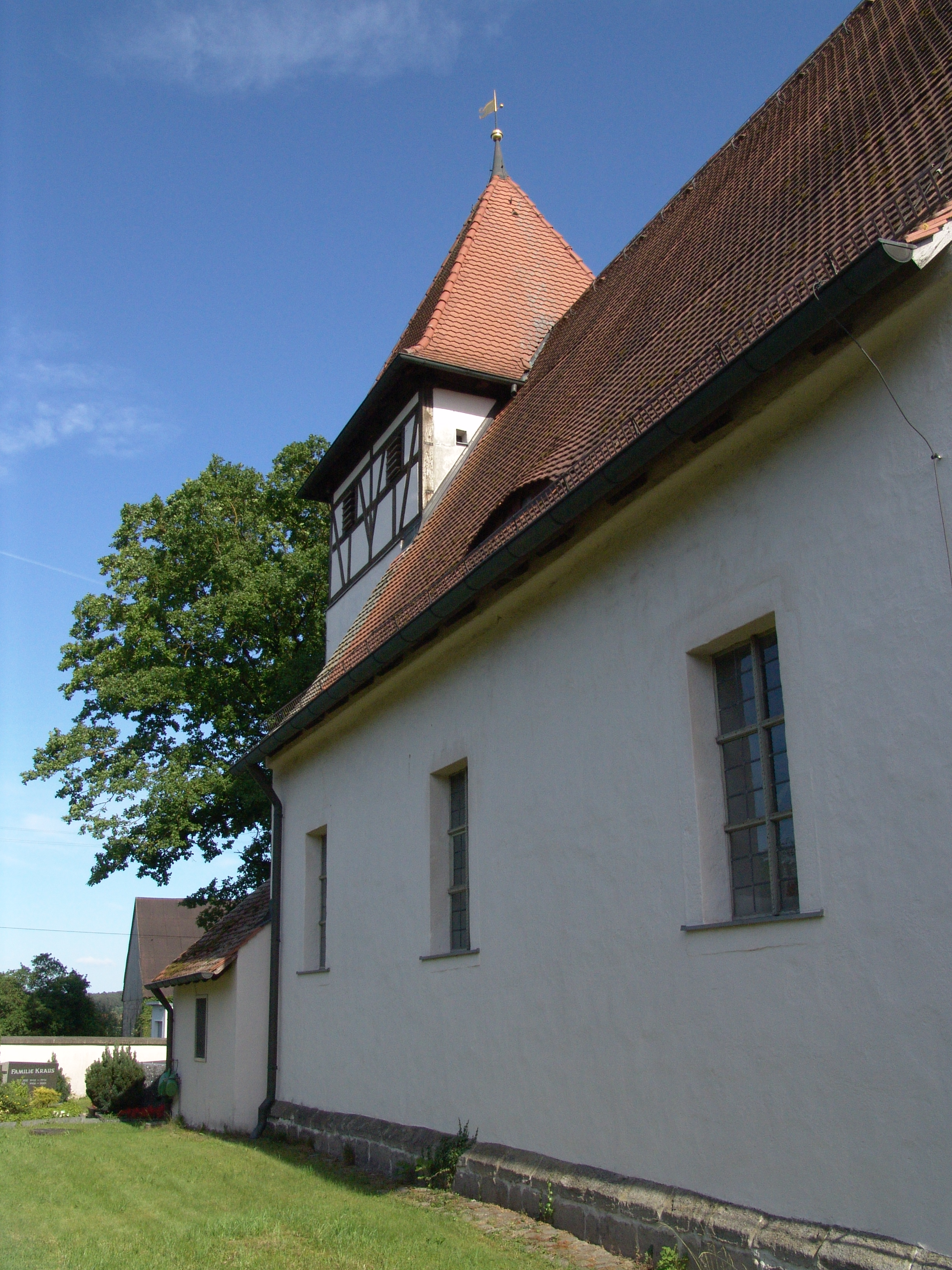
Evangelische Kirche Pretzdorf

- Schloss Vestenbergsgreuth, Mansarddachbau, Sandsteinquader, bezeichnet „1785“
- Judenschule in Vestenbergsgreuth mit Betsaal (Synagoge), Religionsschule und rituellem Bad der Gemeinde
- ehemaliges Schulhaus in Vestenbergsgreuth, verputzter Walmdachbau mit Fachwerkturm, im Kern 1776; mit Turmuhr und drei Glocken ausgestattet
- evangelisch-lutherische Filialkirche in Pretzdorf, Chorturmkirche, zweite Hälfte 15. Jahrhundert, Langhaus in der ersten Hälfte des 18. Jahrhunderts teilweise barockisiert; mit Ausstattung
- evangelisch-lutherische Pfarrkirche in Kleinweisach, Chorturmkirche, zweite Hälfte 15. Jahrhundert, der Turm 1704 erhöht, das Langhaus 1725 und 1763 umgestaltet; mit Ausstattung
- ehemalige Brauerei in Dutendorf, Erdgeschoss massiv, Obergeschoss Fachwerk, im Kern um 1630, Umbauten 18. und Mitte 19. Jahrhundert, teilweise modernisiert

### Sport
Die Fußballabteilung des seinerzeit in der Regionalliga Süd spielenden Fußballvereins TSV Vestenbergsgreuth trat 1996 geschlossen der SpVgg Fürth bei. Die SpVgg Fürth trat nach dem Zusammenschluss ab der Spielzeit 1996/97 erstmals als SpVgg Greuther Fürth an.
Bundesweit bekannt wurde der Verein 1994, als er bis in die dritte Runde des DFB-Pokals kam. Auf dem Weg dahin besiegte der TSV Vestenbergsgreuth den FC Bayern München in der ersten Runde mit 1:0, Torschütze war Roland Stein.

## Wirtschaft und Infrastruktur

### Wirtschaft einschließlich Land- und Forstwirtschaft
2020 gab es 1477 sozialversicherungspflichtig Beschäftigte am Arbeitsort, 810 sozialversicherungspflichtig Beschäftigte am Wohnort und 20 Arbeitslose. Im verarbeitenden Gewerbe gab es einen Betrieb (Martin Bauer Group), im Bauhauptgewerbe zwei Betriebe. Zudem bestanden 2016 33 landwirtschaftliche Betriebe mit einer landwirtschaftlich genutzten Fläche von 1192 Hektar.
Seit Mai 2010 befindet sich dort der erste gentechnikfreie Sojaacker Frankens mit einer Fläche von 25 Hektar und einem Ertrag von ca. drei Tonnen, der der regionalen Hühnerfarm zur Produktion von Futtermitteln dienen soll.

### Martin Bauer Group
Die Martin Bauer Group ist ein global agierendes Unternehmen, das pflanzliche Lösungen für die Tee-, Getränke- und Lebensmittelindustrie entwickelt und produziert. Sie ist Teil der Unternehmensgruppe the nature network, welche durch die MB-Holding gelenkt wird. Das von Martin Bauer 1930 gegründete Familienunternehmen hat seinen Hauptsitz in Vestenbergsgreuth.

### Verkehr
Die Bundesautobahn 3 verläuft an der nördlichen Grenze des Gemeindegebiets. Die Kreisstraße ERH 21 verläuft nach Kienfeld (1,7 km westlich) bzw. zur Kreisstraße ERH 20 (1,6 km östlich). Die Kreisstraße ERH 19/NEA 12 verläuft nach Schornweisach (2,6 km südlich) bzw. nach Dutendorf (1,1 km nördlich). Eine Gemeindeverbindungsstraße verläuft nach Hermersdorf zur ERH 20 (0,8 km nordöstlich).

### Freizeiteinrichtungen
- Freizeitanlage mit Sommerrodelbahn, Snow-Tubingbahn und Minigolfanlage
- Jugendcamp des Kreisjugendringes mit Jugendübernachtungshaus (33 Betten) sowie zwei Jugendzeltplätze

### Bildung
Es gibt folgende Einrichtungen:
- Kindertagesstätte: 133 Plätze mit 101 Kindern (Stand: 2021)[36]

## Persönlichkeiten
- Martin Bauer, Landwirt und Unternehmer, gründete 1930 die Martin Bauer Group
- Helmut Hack (* 1949), Unternehmer und Sportfunktionär